# MV Alta
MV Alta è una nave mercantile abbandonata battente bandiera panamense costruita nel 1976.

## Storia
È stata abbandonata nell'ottobre 2018 a seguito di un'operazione di soccorso della Guardia costiera degli Stati Uniti per salvare l'equipaggio che era bloccato a circa 2 200 km a sud-est delle Bermuda, dopo essere partita dalla Grecia per fare rotta ad Haiti.
Nel febbraio 2020 la nave fantasma è stata rinvenuta sulla costa irlandese vicino a Ballycotton a Cork, dopo il passaggio della tempesta Dennis.